# ماکسیمیلیان فیلیپ
ماکسیمیلیان فیلیپ (آلمانی: Maximilian Philipp؛ زادهٔ ۱ مارس ۱۹۹۴) بازیکن فوتبال اهل آلمان است.
از باشگاه‌هایی که در آن بازی کرده‌است می‌توان به فرایبورگ، بروسیا دورتموند و دینامو مسکو اشاره کرد.